# Mafia
Pour les articles homonymes, voir mafia (homonymie).
 (septembre 2018).
Si vous disposez d'ouvrages ou d'articles de référence ou si vous connaissez des sites web de qualité traitant du thème abordé ici, merci de compléter l'article en donnant les références utiles à sa vérifiabilité et en les liant à la section « Notes et références ».

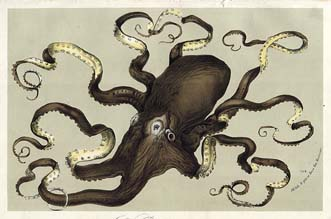
Représentation symbolique de la mafia par la pieuvre: même décapitée, la pieuvre conserve un bon nombre de ses tentacules en activité.

Le terme mafia désigne une organisation criminelle caractérisée par une direction collégiale occulte, qui orchestre ses activités à travers une stratégie d'infiltration tant dans la société civile que dans les institutions, qu'elles soient privées ou publiques. Un individu affilié à ce type d'organisation est communément désigné sous le terme de « mafieux », ou parfois de « mafioso », en référence à l'importance historique de la mafia italienne.

## Étymologie
Le mot « mafia » possède une origine étymologique incertaine. Il serait originaire de Toscane, et est apparu au milieu du XIXe siècle en Sicile. À partir des années 1860, ce terme est attesté dans des documents officiels ainsi que dans les échanges entre fonctionnaires de l'époque. L'origine de l'expression « mafia » dans son sens criminel propre semble remonter à 1863, avec la représentation de la pièce de théâtre à succès I mafiusi de la Vicaria (it) de Giuseppe Rizzotto (it) et Gaspare Mosca. 
Le terme est alors ambivalent et désigne à la fois un comportement machiste lié à l'honneur et une association criminelle proprement dite. De plus certains auteurs de l'époque auraient délibérément mis en avant le premier sens du terme afin de dissimuler l'existence d'une association criminelle aux yeux de leurs contemporains.

## Naissance et origine de la mafia
Le terme « mafia » revêt une polysémie complexe. Dans son acception la plus générale, il englobe toute forme de crime organisé, qu'elle sévisse n'importe où dans le monde. Ainsi, on évoque les mafias sicilienne, napolitaine, calabraise, des Pouilles, marseillaise, algéro-marseillaise, américaine, russe, irlandaise, bulgare, polonaise, bosniaque, serbe, turque, albanaise, corse, chinoise, japonaise, marocaine, mexicaine, et autres. Cependant, son sens premier renvoie à l'organisation criminelle d'origine sicilienne, laquelle trouve ses racines en Sicile, où elle a pris naissance.

### Une origine sicilienne

#### Origine
Il est possible que les racines de ces organisations mafieuses en Sicile remontent à la période de la conquête musulmane (IXe siècle), lorsque les princes chrétiens sont contraints de se retirer dans les régions boisées pour continuer à gouverner leurs terres en secret. Ces anciens princes chrétiens pourraient donc être à l'origine de ces sociétés dogmatiques. Cependant, peu de sources fiables sont en mesure d'étayer cette hypothèse.
La mafia trouve ses origines en Sicile, au XIXe siècle. Durant la première moitié de ce siècle, l'aristocratie cède graduellement la gestion des terres à la bourgeoisie. Cette transition s'est accompagnée d'une augmentation des taxes et de la confiscation des terres, autrefois destinées aux pauvres, qui ont été privatisées. L'adhésion de la Sicile à l'Italie en 1861 a exacerbé cette situation avec l'introduction de nouvelles taxes du Nord, rendant la situation insupportable pour de nombreux habitants. C'est dans ce climat de mécontentement social que la mafia a émergé.
Les membres initiaux de la mafia étaient souvent des déshérités, contraints à la mendicité ou au brigandage après avoir été chassés de leurs terres. Cependant, il y avait aussi une composante de riches propriétaires terriens qui expulsaient les paysans et rétribuaient les hommes de main pour percevoir des taxes et extorquer des fonds sans passer par les voies légales. Dans un contexte où la pauvreté touchait à la fois les classes inférieures et supérieures, les liens sociaux se resserraient. L'honneur et la parole donnée devenaient des valeurs cruciales, donnant naissance à l'idée de l'onorata società, (société des hommes d'honneur) qui valorisait le silence et l'action. L'omertà, le code de silence, était ainsi consacré, exigeant de tout « homme d'honneur » de se taire plutôt que de trahir ses pairs.
La mafia est également associée à la figure du « parrain », le chef suprême de l'organisation, détenteur de richesses et prenant toutes les décisions. Le respect envers le parrain était une règle sacrée, tout manquement étant passible de mort. À ses débuts, la mafia était relativement structurée, avec un chef et des subordonnés, mais sa croissance s'est accélérée à mesure que la pauvreté s'est aggravée en Sicile à la fin du dix-neuvième siècle. Ce contexte de misère a favorisé la multiplication des « mafias », qui se sont organisées et ont rivalisé pour le contrôle des territoires et des revenus.

#### Le premier Parrain: «Don Vito» (1862-1943)
Vito Cascio Ferro est souvent considéré comme le premier véritable chef, ou « parrain », de la mafia sicilienne. Il a joué un rôle crucial dans la modernisation de l'organisation criminelle, notamment en introduisant le concept du « pizzo », un impôt sous forme de racket imposé à tous les commerçants locaux. Il était connu pour sa gestion centralisée, chapeautant tous les capi (chefs) qui, à leur tour, supervisaient les hommes de main. Chaque capo était assisté d'un consigliere (conseiller) agissant comme bras droit. Surnommé « Don Vito », il était réputé pour sa direction intransigeante de l'organisation, même si cela impliquait des actions violentes et a causé de nombreuses pertes humaines au fil de sa vie. Il est également célèbre pour avoir inspiré le personnage de Don Vito Corleone dans le livre Le Parrain, partageant son surnom et son prénom. Le nom de famille « Corleone » est quant à lui une référence à un village sicilien réputé pour être un bastion de la mafia. Vito Cascio Ferro a également joué un rôle majeur dans l'exportation de la mafia aux États-Unis à la fin du XIXe siècle.

#### La mafia sicilienne aux États-Unis
Les Siciliens démunis, fuyant la détresse de leur terre natale, découvrent aux États-Unis un sort similaire. Dans ce contexte, le terreau fertile pour les activités de la mafia se trouve propice. Ainsi, dès l'arrivée des premiers migrants siciliens, se met en place l'organisation connue sous le nom de Mano Nera (main noire). Cette entité criminelle déploie une tactique insidieuse consistant à envoyer des missives anonymes à d'autres Siciliens, exigeant une rançon sous peine de représailles mortelles, symbolisées par l'image d'une main gantée de noir. Étant confiné à cette communauté et celle-ci étant principalement défavorisée, les autorités américaines négligent ces affaires. Ce n'est qu'après la découverte d'un cadavre que l'attention des autorités est éveillée, bien que cela ne débouche généralement pas sur des actions concrètes. Ainsi, l'empire criminel de Don Vito se déploie de la Sicile jusqu'aux États-Unis, prospérant dans ces nouvelles contrées. Les signes de l'influence mafieuse se manifestent précocement partout où la population sicilienne est présente, à New York, mais également à Chicago, Los Angeles, voire à Kansas City.

### Les mafias italiennes
L'émergence de la mafia en Sicile a marqué le début de son expansion rapide dans le Sud de l'Italie, une région qui a été souvent négligée et dominée par le Nord dès après l'unification de 1861.
Les organisations criminelles italiennes, communément appelées mafias, adoptent des appellations variées en fonction de leur territoire de domination : 
- Cosa nostra (ou mafia sicilienne) en Sicile. Celle-ci était jadis désignée sous le nom de « mafia », dont le sens fut ensuite élargi, et ce jusqu'à ce qu'un pentito (repenti) révèle qu'entre eux les mafieux siciliens utilisaient le terme de Cosa nostra (notre chose) ;
- la 'Ndrangheta (ou mafia calabraise) en Calabre ;
- la Camorra (ou mafia napolitaine) en Campanie ;
- la Sacra corona unita dans la région des Pouilles, parfois divisée en plusieurs sous-groupes comme la Società foggiana (it) ;
- la Stidda (autre mafia sicilienne) dans le sud de la Sicile ;
- D'autres groupes criminels au fonctionnement de type mafieux se sont développés à certaines époques sur certains territoires, comme les Basilischi (it) en Basilicate ou la banda della Magliana à Rome.

### Les autres mafias dans le monde
Les organisations criminelles considérées comme des mafias stricto sensu par les criminologues sont, outre les mafias italiennes :
- les Triades chinoises,
- les Boryokudan japonais (dont les membres sont appelés « Yakuza »),
- la mafia américaine (composée de 25 familles italo-américaines) a une place à part puisqu'elle est directement issue de la Mafia sicilienne qui lui a servi de modèle,
- la mafia irlandaise,
- la mafia bulgare,
- la mafija serbe,
- la Bratva ou « Mafiya » russe,
- la mafya turque,
- la mafia israélienne,
- la mafia corse,
- la mafia albano-kosovare,
- la mafia polonaise,
- la mafia marocaine.

À mentionner, les huit mafias dites « traditionnelles » incluent la Cosa Nostra, la 'Ndrangheta, la Camorra, la Sacra Corona Unita, la Mafia américaine, les Triades chinoises, les Yakuza japonais et la Mafia turque. Les autres groupes criminels ne sont pas classés comme des mafias, principalement car ils ne possèdent pas de structure hiérarchique centrale, comme la « coupole » de la Cosa Nostra. Ils opèrent plutôt dans un système de « milieu», avec des clans indépendants qui peuvent coopérer ou s'affronter entre eux. Un exemple en est la mafia corse, également connue sous le nom de milieu corse[réf. nécessaire].
Il est également à noter que seules ces huit mafias traditionnelles ont des rituels d'initiation pour l'intégration à l'organisation.
En dehors de ces structures, il existe d'autres groupes criminels qui ne sont même pas reconnus comme des mafias. Cela inclut les cartels mexicains et colombiens, le milieu anglais et écossais, les clans nigérians et la pègre du sud de la France.

## Caractéristiques d'une mafia
Six caractéristiques définissent une mafia :[réf. nécessaire]
- Structuration de l'organisation qui suppose un engagement réciproque de ses membres et un certain nombre de règles internes.
- La violence qui est à la fois utilisée pour accéder à des richesses et pour protéger l'organisation par l'intimidation.
- La mafia a aussi un rôle social. Les mafieux cherchent à avoir des rôles importants dans des activités de médiation sur le plan politique, social ou économique, en particulier pour la jonction entre la sphère légale et illégale.
- Un ancrage territorial. Ainsi, tout en ayant des activités internationales, les mafias cherchent à garder des liens sur leurs territoires d'origine.
- La coexistence entre les activités légales et illégales dans l'ensemble des ressources de l'organisation. Seule l'Italie, confrontée de longue date aux phénomènes mafieux, a défini le crime d'association mafieuse.
- Le lien avec les classes politiques et les institutions, soit à l'échelle régionale, soit à l'échelle nationale. Grâce à cette interpénétration, elle arrive à accéder à certaines ressources, dont des marchés publics. Cette « expertise en relations sociales » analysée par le sociologue Rocco Sciarrone, différencie dès l’origine les mafias des autres formes de crime organisé comme les gangs ou les bandes[2].

## Fonctionnement
La mafia fonctionne sur un modèle d’économie parallèle ou souterraine. Elle cherche à contrôler les marchés et les activités où l’argent est abondant, circule en numéraire (argent liquide) et est facile à dissimuler au fisc.
La plupart des activités commerciales usuelles sont utilisées, que ce soit comme paravent à des activités illégales ou comme moyen de blanchiment de l’argent récolté. Ces activités recouvrent aujourd’hui les domaines les plus variés :
- contrôle « douanier » des biens et des personnes en entrée et en sortie d’un quartier (pour certains lieux) ;
- voto di scambio (vote d’échange) : achat de consensus électoral contre les « faveurs » accordées à une partie de l’électorat (ce fut longtemps le cas de la Démocratie chrétienne) ;
- la vente d’armes ;
- faux et usage de faux ;
- la contrefaçon ;
- le trafic de drogue, d’êtres humains, d’organes, d'œuvres d'art, d'alcool, de monnaie, de montres, de bijoux et de pierre précieuses ;
- le blanchiment d'argent ;
- les jeux d’argent (paris, casinos…) ;
- la prostitution qui passe par le proxénétisme, la pornographie ;
- la cybercriminalité ;
- l'immobilier ;
- le racket (extorsion ou pizzo), le vol ;
- les paris et paris clandestins ;
- la corruption (dont les pots-de-vin) ;
- les antiquités ;
- l'infiltration de l’économie légale ;
- luxe ;
- l'escroquerie ;
- les prêts d'argent ;
- la fausse monnaie ;
- la protection ;
- cigarettes ;
- les comptes bancaires offshore, virtuels, fantômes ;
- le recyclage ;
- la fraude dans l'agroalimentaire (24,5 milliards d’euros de chiffre d’affaires en 2018 en Italie, en hausse de 12,4 %)[3],[4].

Généralement, la mafia préfère employer des tactiques telles que l'intimidation, la corruption ou le chantage plutôt que la violence directe pour contraindre ceux qui s'opposent à elle. Cette approche vise à moins attirer l'attention du grand public. Cependant, il est fréquent que les organisations mafieuses recourent à des méthodes extrêmement violentes pour éliminer leurs concurrents, les témoins gênants ou les traîtres. Ces méthodes incluent les conflits entre gangs pour le contrôle d'un territoire ou d'un marché, ainsi que l'assassinat de témoins, de complices ou même de juges avant un procès.
Le fonctionnement de ces organisations est souvent régulé par une commission dirigée par les chefs et les parrains d'un vaste territoire. Chaque membre de cette commission est responsable d'un secteur spécifique. Ce système peut être basé sur une structure démocratique avec une constitution et des lois internes, ou sur un système despotique.
L'une des commissions les plus célèbres fut celle d'Atlantic City, dont les membres les plus éminents furent parmi les plus grands mafieux du XXe siècle, tels qu'Al Capone et Lucky Luciano.
En Italie, la direction des organisations mafieuses est composée à la fois de personnes agissant dans le cadre illégal (les « capimafia ») et de personnes opérant dans le cadre légal, notamment des politiciens, des fonctionnaires, des hommes d'affaires, des avocats et des conseillers financiers.

### L'infiltration mafieuse dans l'économie

L'infiltration mafieuse dans l'économie des provinces italiennes par le prélèvement du pizzo en 2008 : rouge (pizzo courant), orange (pizzo occasionnel), jaune (pizzo peu pratiqué).

#### Fonctionnement de l'économie mafieuse
Le fondement de l'économie mafieuse réside dans le système de collecte du pizzo : les membres de la mafia exigent des paiements aux commerçants en échange de leur « protection », menaçant de vandaliser leurs établissements ou de les dépouiller en cas de refus. Bien que le pizzo soit une méthode capitale dans l'économie mafieuse, ses sources de revenus sont diverses et multiples. Il convient d'abord de distinguer trois composantes de cette économie : l'illicite, le légal, et le légal-mafieux, ces trois sphères étant étroitement interconnectées. Par exemple, les gains issus d'activités illégales peuvent servir à établir de nouvelles entreprises, parfaitement légales cette fois-ci. De même, la production peut être licite alors que la commercialisation est illicite, et vice versa. Ces liens complexes constituent un défi majeur pour les autorités italiennes, qui peinent à démanteler les entreprises mafieuses en traquant leurs transactions bancaires, leurs appels d'offres, ou leurs mouvements financiers. Le blanchiment d'argent sale est une activité distincte, englobant des secteurs variés tels que le trafic de drogues, d'armes, d'œuvres d'art volées, mais également des activités moins connues comme le commerce illicite de déchets industriels, la fraude aux subventions alimentaires, ou la corruption dans les grands projets d'infrastructure. La liste des domaines infiltrés par la mafia est longue et peut sembler sans limite, allant de la prostitution au contrôle des établissements de jeu, de la contrefaçon monétaire au trafic d'êtres humains, et plus récemment, à la cybercriminalité, incluant le piratage et le détournement de fonds en ligne. Ces réseaux criminels se sont internationalisés de nos jours.
Selon le rapport annuel de la Confesercenti en 2007, une association représentant 270 000 commerçants et chefs de petites entreprises en Italie, il est estimé que les organisations mafieuses italiennes génèrent un chiffre d'affaires total de 90 milliards d'euros, à l'exclusion du trafic de drogue. Leurs principales sources de revenus comprennent le prêt usuraire (30 milliards d'euros de recettes, touchant 150 000 entreprises), le pizzo (10 milliards), les contrefaçons (7,4 milliards), le vol (7 milliards), l'escroquerie (4,6 milliards) ainsi que les activités de jeu et de paris clandestins (2 milliards).

#### Conséquences
Le poids économique du crime organisé italien au sein du produit intérieur brut (PIB) national suscite des évaluations contradictoires. En 2007,, l'organisation patronale Confesercenti estimait qu'il représentait environ 7 %, tandis que la Banque d'Italie avançait un chiffre d'environ 10,9 % en 2012. En revanche, une étude financée par le gouvernement en 2013 avançait une estimation bien moindre, inférieure à 1 %. Ces divergences s'expliquent en partie par l'exclusion traditionnelle du chiffre d'affaires des activités criminelles, telles que le trafic de drogue et la prostitution, des statistiques officielles du PIB en raison de leur caractère illicite. Cependant, sous la pression des directives de l'Union européenne, le gouvernement italien envisageait en 2015 d'intégrer ces revenus criminels dans le calcul du PIB. Il est à noter que la structure de la mafia italienne a évolué au fil du temps, passant d'une entreprise familiale à un véritable empire financier de type multinational.

### L’infiltration mafieuse dans la politique
En Sicile, la mafia représente un segment électoral significatif, bien que minoritaire par rapport à la population électorale globale. Elle utilise des méthodes éprouvées pour influencer ses affiliés en faveur de certains partis et candidats politiques. En échange de leur soutien, les politiciens promettent de protéger les intérêts et les activités criminelles de la mafia une fois au pouvoir. Ainsi, des individus favorables à la mafia, voire des membres de cette organisation criminelle, parviennent à occuper des postes politiques importants, tels que celui de maire (comme Vito Ciancimino) ou de conseiller municipal.
La mafia sollicite particulièrement le soutien des hommes politiques lorsqu'elle est confrontée à des poursuites judiciaires. En général, les mafieux ne montrent aucune préférence partisane, à l'exception d'une aversion marquée pour le communisme. La Démocratie chrétienne a été particulièrement sollicitée par la mafia en raison de son long règne politique ininterrompu de 1947 à 1990. Le nom de Giulio Andreotti a été mentionné à plusieurs reprises lors de procès, bien qu'il ait toujours été acquitté en dernière instance, malgré l'arrestation de certains membres de la DC sur place. Les militants du Parti Communiste Italien ont été la cible de la violence de la mafia, comme en témoigne le massacre de Portella della Ginestra en 1947, où onze personnes ont été abattues lors de la célébration de la fête des travailleurs du 1er mai. Des figures importantes du parti communiste, telles que le juge et ancien député Cesare Terranova en 1979, ainsi que Pio La Torre, responsable de la section communiste de Sicile, en 1982, ont également été assassinées.
L'Église, en raison de son anticommunisme, a longtemps fermé les yeux sur les liens entre la mafia et les élites politiques[réf. nécessaire]. Cependant, ces dernières années, l'Église a pris une position plus ferme en condamnant la mafia, la qualifiant même de « péché social ». Certains prêtres ont payé de leur vie leur engagement contre les activités criminelles, tandis que d'autres ont été accusés de collusion avec la mafia.

## Présence de la mafia en France
Le territoire français est également marqué par la présence du crime organisé, parfois appelé le Milieu. Bien que largement dominé par le grand banditisme corse, d'autres formes de criminalité, issues notamment des banlieues des grandes agglomérations, y sont également présentes, bien que dans une moindre mesure.
Toutefois, à l'exception de la Corse où la qualification de mafia suscite encore des débats, de nombreux experts considèrent clairement le milieu corse comme une forme de mafia spécifique à cette région, mais il n'existe pas de mafia française au sens strict du terme sur le reste du territoire.
Malgré cela, diverses organisations criminelles opèrent et sont implantées en France. Parmi celles-ci, on peut citer :
- Les mafias italiennes (Cosa nostra et Stidda en provenance de Sicile, Camorra en provenance de Campanie, 'Ndrangheta calabraise et la Sacra Corona Unita), présentes près de grandes agglomérations telles que Grenoble, Lyon, Paris, Marseille, Toulouse, Lille ou Strasbourg[8].
- La mafia russe (notamment le groupe des Voleurs dans la loi), présente en région parisienne mais surtout dans la région PACA. Les mafieux russes sont connus pour leur installation sur la Côte d'Azur[8],[9].
- La mafia marocaine (appelée Mocro Maffia aux Pays-Bas et en Belgique), entretient une bonne relation avec les bandes organisées à Marseille. Les importations et exportations (Amsterdam-Maroc) de grosses quantités de drogue et de blanchiment d'argent transitent très souvent en France où les jeunes de cité jouent un rôle important dans le transport vers la Belgique ou vers Gibraltar[10],[11].
- Les mafias baltes (venant surtout d'Estonie), présentes sur toute la façade atlantique, en Bretagne et en Normandie[8].
- Des groupes criminels issus de pays de l'Est de l'Europe (principalement d'Albanie, de Bulgarie, du Kosovo et de Serbie), présents sur l'ensemble du territoire et opèrent majoritairement dans les plus grandes villes du pays[8].
- Plusieurs organisations criminelles nigérianes[8].

## Présence de la mafia en Suisse
En 2021, a été établi en Suisse, dans le canton du Tessin, l'Observatoire tessinois de la criminalité organisée (O-TiCO), affilié à l’Institut de droit de l’Université de la Suisse italienne, en collaboration avec la Radio télévision Suisse de langue italienne (RSI). La création de cet observatoire découle d'un constat selon lequel la question du crime organisé est insuffisamment abordée en Suisse. L’O-TiCO s'attelle ainsi à une analyse minutieuse de ce phénomène, en adoptant une approche scientifique rigoureuse. Lors de sa présentation à Lugano en mai 2021, la directrice de l'Office fédéral de la police (fedpol), Nicoletta della Valle, a exprimé son intérêt pour une collaboration avec cet observatoire.
En juillet 2020, le journal alémanique NZZ am Sonntag a rapporté les estimations d'experts italiens, évoquant la présence d'une vingtaine de cellules mafieuses regroupant au total environ 400 membres en Suisse. Interpellée à ce sujet, l'Office fédéral de la police a suggéré que cette estimation pourrait être en deçà de la réalité, soulignant les limites de la perception dans la détection de ce type de criminalité. Dans son rapport annuel de 2019, fedpol a déclaré être au courant d'une centaine de membres présents sur le territoire suisse, principalement affiliés à la 'Ndrangheta calabraise, mais également à la Cosa Nostra sicilienne et à la Camorra napolitaine.

## Lutte contre la mafia
Les efforts déployés par les politiques visant à contrer cette organisation criminelle se heurtent à l'adaptabilité de ses structures, caractérisées par leur souplesse et leur décentralisation. Ces dernières sont aptes à délocaliser leurs opérations et à diversifier leurs sources de financement à travers le monde, ce qui complique grandement les enquêtes transnationales et la traque des multiples ramifications. Cette complexité est exacerbée par l'inaction de certains pays, notamment les paradis fiscaux, qui ne coopèrent pas pleinement avec les autorités judiciaires. Face à ce défi, Interpol promeut la coopération policière internationale contre le crime organisé. Par ailleurs, des agences fédérales américaines telles que le FBI et la DEA déploient des « attachés » dans divers pays, favorisant ainsi les enquêtes bilatérales visant à démanteler les réseaux criminels, par exemple entre les États-Unis et l'Italie.

### Autorités

#### International
Interpol, se positionnant juste après les Nations unies en termes d'ampleur, occupe une place prépondérante en tant qu'organisation mondiale. En 1996, l'architecture de la coordination des forces de police nationales européennes a été profondément remodelée par l'émergence de l'agence Europol, constituant ainsi une étape significative dans le paysage sécuritaire européen.

#### Nationale
- Allemagne : Bundesnachrichtendienst ;
- France : Direction nationale de la Police judiciaire (via l'OCLCO et le SIRASCO) ;
- Italie : Direzione Investigativa Antimafia (it)(DIA), fondée en 1992 ;
- États-Unis : Federal Bureau of Investigation (FBI) et Drug Enforcement Administration (DEA).

## Personnes ayant combattu la mafia et le crime organisé[réf.nécessaire]
- Pape François (pape catholique) ;
- Rudy Giuliani (procureur ayant fait tomber la Commission, puis maire de New York) ;
- Cesare Mori (préfet) ;
- Giovanni Falcone (juge) ;
- Paolo Borsellino (juge) ;
- Peppino Impastato (journaliste) ;
- Carlo Alberto dalla Chiesa (général et préfet) ;
- Antonio Di Pietro (magistrat, homme politique) ;
- Bernard Bertossa (magistrat) ;
- Carla Del Ponte (magistrat) ;
- Eva Joly (magistrat) ;
- Ferdinando Imposimato (magistrat) ;
- Luigi Calabresi (commissaire de police) ;
- Letizia Battaglia (journaliste) ;
- Pierre Michel (juge) ;
- Eliot Ness (agent du trésor) ;
- Roberto Saviano (journaliste) ;
- Benito Mussolini (il mène une politique anti-mafia : chasse systématique lancée par le régime fasciste qui ne pouvait tolérer la menace d'un État dans l'État ; beaucoup de mafiosi ont alors fui vers les États-Unis) ;
- Fidel Castro (qui expropria massivement la mafia à la suite de la révolution cubaine).

## Mafieux célèbres
- Vito Cascio Ferro
- Albert Anastasia
- Lucky Luciano
- Vito Genovese
- Tommaso Buscetta
- Al Capone
- Totò Riina
- Bernardo Provenzano
- John Gotti
- Frank Costello
- Monk Eastman
- Ridouan Taghi
- Arnold Rothstein
- Meyer Lansky
- Mohamed El Kharaz
- Bugsy Siegel
- James J. Bulger
- Abe Reles
- Carlo Gambino
- Enoch L. Johnson
- Frank Nitti
- Mickey Cohen
- Tony Accardo
- Mounir Erramach

## Les trente fugitifs les plus dangereux d'Italie
Au mois de juillet 1992, le ministère de l'Intérieur a publié une liste où figuraient les 30 fugitifs les plus dangereux d'Italie.
Au mois de janvier 2023, quatre de ces fugitifs sont encore recherchés.
- Camorra[14]
  - Mario Caterino, recherché depuis 2005, arrêté le 2 mai 2011 à Casal di Principe (1)
  - Marco Di Lauro, recherché depuis 2005, capturé le 2 mars 2019 à Naples
  - Francesco Matrone, recherché depuis 2007, arrêté le 12 août 2012 à Batticaglia (2)
  - Pasquale Scotti, recherché depuis 1985, arrêté le 26 mai 2015 à Recife et extradé en Italie le 10 mars 2016[15]
  - Giuseppe Dell'Aquila, ajouté à la liste en mars 2011, arrêté en mai 2011[16].
- Cosa nostra
  - Giovanni Arena, recherché depuis 1993, arrêté le 26 octobre 2011 à Catania (3)
  - Vito Badalamenti, recherché depuis 1995, déclaré libre par prescription en 2012[17].
  - Matteo Messina Denaro, recherché depuis 1993, arrêté le 16 janvier 2023 à Palerme[18]
  - Giovanni Motisi, recherché depuis 1998
- 'Ndrangheta
  - Morabito Rocco, recherché depuis 1994, arrêté le 3 septembre 2017 à Montevideo. Il vivait depuis 13 ans en Uruguay, dans la station balnéaire de Punta del Este[19].
  - Domenico Condello, recherché depuis 1993, arrêté le 10 octobre 2012 à Catona[20].
  - Giuseppe Giorgi, recherché depuis 1995, arrêté le 2 juin 2017 à San Luca[21]
  - Sebastiano Pelle, recherché depuis 1995, arrêté le 9 novembre 2011 à Reggion Calabre (5)
  - Michele Antonio Varano, recherché depuis 2000, arrêté en décembre 2014[22]
- Anonima sequestri
  - Attilio Cubeddu, recherché depuis 1997
- Sacra corona unita
  - Giuseppe Pacilli, recherché depuis 2009, arrêté le 13 mai 2011 à Monte Sant'Angelo (7)

## La mafia dans la culture

### Cinéma
| Année | Titre français                       | Titre original                | Réalisateur             |
| ----- | ------------------------------------ | ----------------------------- | ----------------------- |
| 1931  | Le Petit César                       | Little Caesar                 | Mervyn LeRoy            |
| 1931  | L'Ennemi public                      | The public Enemy              | William Wellman         |
| 1933  | Scarface                             | Scarface                      | Howard Hawks            |
| 1937  | Pépé le Moko                         | Pépé le Moko                  | Julien Duvivier         |
| 1949  | L’Enfer est à lui                    |                               |                         |
| 1954  | Touchez pas au grisbi                | Touchez pas au grisbi         | Jacques Becker          |
| 1959  | Al Capone                            |                               |                         |
| 1961  | Le Cave se rebiffe                   | Le Cave se rebiffe            | Gilles Grangier         |
| 1969  | Le Clan des Siciliens                | Le Clan des Siciliens         | Henri Verneuil          |
| 1970  | Seule contre la mafia                | La moglie più bella           | Damiano Damiani         |
| 1971  | Guerre des gangs à Okinawa           | Bakuto gaijin butai           | Kinji Fukasaku          |
| 1972  | Okita le pourfendeur: yakuza moderne |                               |                         |
| 1972  | Le Parrain                           | Mario Puzo's Godfather        | Francis Ford Coppola    |
| 1972  | Cosa Nostra                          | The Valachi papers            | Terence Young           |
| 1973  | Mean Streets                         | Mean Streets                  | Martin Scorsese         |
| 1973  | Combat sans code d'honneur           |                               |                         |
| 1975  | Le Cimetière de la morale            |                               |                         |
| 1975  | Capone                               | Capone                        | Steve Carver            |
| 1984  | Scarface                             | Scarface                      | Brian De Palma          |
| 1984  | Cent Jours à Palerme                 |                               |                         |
| 1984  | Il était une fois en Amérique        | Once upon a time in America   | Sergio Leone            |
| 1985  | L’Honneur des Prizzi                 |                               |                         |
| 1985  | L'Année du dragon                    | Year of the Dragon            | Michael Cimino          |
| 1987  | Le Sicilien                          | The Sicilian                  | Michael Cimino          |
| 1987  | Les Incorruptibles                   | The Untouchables              | Brian De Palma          |
| 1989  | Violent Cop                          |                               | Takeshi Kitano          |
| 1990  | The King of New York                 | King of New York              | Abel Ferrara            |
| 1990  | Les Affranchis                       | Goodfellas                    | Martin Scorsese         |
| 1990  | Premiers Pas dans la mafia           | The Freshman                  |                         |
| 1991  | Bugsy                                |                               |                         |
| 1993  | Il était une fois le Bronx           |                               | Robert De Niro          |
| 1993  | L’Impasse                            | Carlito's way                 | Brin De Palma           |
| 1993  | La scorta                            |                               |                         |
| 1993  | Le Syndicat du crime                 | Ying hung boon sik            | John Woo                |
| 1994  | Little Odessa                        |                               | James Gray              |
| 1995  | Casino                               |                               | Martin Scorsese         |
| 1996  | Kids Return                          |                               | Takeshi Kitano          |
| 1997  | Donnie Brasco                        |                               | Mike Newell             |
| 1999  | Mafia Blues                          |                               | Harold Ramis            |
| 2000  | Les Cent pas                         |                               |                         |
| 2000  | Aniki, mon frère                     |                               | Takeshi Kitano          |
| 2002  | Les Sentiers De La Perdition         | Road to Perdition             | Sam Mendes              |
| 2002  | Infernal Affairs                     | Wu jian dao                   | Andrew Law et Alan Mak  |
| 2002  | Un nouveau Russe                     |                               |                         |
| 2003  | Kill Bill                            |                               | Quentin Tarantino       |
| 2005  | A History of Violence                |                               |                         |
| 2006  | Les Infiltrés                        | The Departed                  | Martin Scorsese         |
| 2006  | Un'altra storia                      |                               |                         |
| 2006  | Romanzo criminale                    |                               |                         |
| 2007  | Les Promesses de l'ombre             | Eastern Promises              | David Cronenberg        |
| 2007  | La Sicilienne                        | La Siciliana ribelle          | Marco Amenta            |
| 2007  | American Gangster                    | American Gangster             | Ridley Scott            |
| 2007  | La Nuit nous appartient              | We Own the Night              | James Gray              |
| 2008  | Gomorra                              |                               |                         |
| 2009  | Public Enemies                       |                               |                         |
| 2009  | Un prophète                          |                               | Jacques Audiard         |
| 2010  | L'Immortel                           |                               | Richard Berry           |
| 2010  | Outrage                              |                               | Takeshi Kitano          |
| 2010  | Mon père, Francis le Belge           |                               | Frédéric Balekdjian     |
| 2010  | Une vie tranquille                   | Una vita tranquilla           | Claudio Cupellini       |
| 2013  | Malavita                             | The Family                    | Luc Besson              |
| 2013  | La mafia tue seulement en été        | La mafia uccide solo d'estate | Pierfrancesco Diliberto |
| 2014  | La French                            |                               | Cédric Jimenez          |
| 2015  | Suburra                              |                               | Stefano Sollima         |
| 2018  | Mocro Maffia                         |                               | Achmed Akkabi           |
| 2019  | Le Traître                           | Le Traître                    | Marco Bellocchio        |
| 2019  | The Irishman                         | The Irishman                  | Martin Scorsese         |

### Télévision
- Les Soprano créé par David Chase.
- The Black Donnellys créé par Paul Haggis et Robert Moresco.
- Oz, une série de HBO à propos d’une prison où tous les détenus italiens sont des Mafiosi gérant des affaires illégales à l’intérieur et à l’extérieur de la prison.
- La télé série Les Simpson incorpore l’extension de la ville fictive de Springfield dans des épisodes occasionnels ; son meneur, Fat Tony est doublé par Joe Mantegna.
- Mafia La trahison de John Gotti, réalisé par Thaddeus O’Sullivan avec Philip Baker Hall, Debi Mazar, Adam J. Roth, Tom Sizemore, Nicholas Turturro, Abe Vigoda, Frank Vincent.
- Gotti, un téléfilm d’HBO sur l’ancien chef récemment décédé de la famille Gambino.
- Un flic dans la mafia créée par Stephen J. Cannell.
- La Mafia (titre original, La Piovra, c’est-à-dire La Pieuvre) de Damiano Damiani. Feuilleton de télévision italien par Luigi Perelli d’après les histoires de Sandro Petraglia est la série la plus vaste et dramatique sur la Mafia se frayant sur plus de 10 saisons et 60 heures.
- Mafiosa — le Clan.
- MOCRO MAFFIA créé par Peter de Vries.
- Corleone, (italien : Il capo dei capi, qui signifie Le chef des chefs en français) est une mini-série télévisée italienne en six épisodes de 100 minutes environs, créé par Enzo Monteleone et Alexis Douce, la série retrace l'ascension de Salvatore Riina dit Totò, un mafioso de Corleone, et des Corleonesi en Sicile, à la tête de Cosa nostra elle est inspirée du livre éponyme d'enquête de Giuseppe D'Avanzo et Attilio Bolzoni.
- Omertà, une série québécoise écrite par Luc Dionne et mettant en vedette notamment Michel Côté dans le rôle d'un policier qui enquête sur la mafia, Dino Tavarone et Ron Lea qui seront tour à tour les parrains de la mafia montréalaise ainsi que Romano Orzari, un ambitieux mafieux. Cette série raconte les dessous de la mafia et son fonctionnement, de la méthode douce de Giuseppe Scarfo (Dino Tavarone) à la méthode forte de Gino Favara (Ron Lea).
- Vincenzo, une série coréenne dont le héros, Vincenzo Cassano est consigliere de la famille Cassano.
- Gomorra, série télévisée italienne crée par Roberto Saviano en 2014. Il s'agit de l'adaptation du livre éponyme de Roberto Saviano sur la mafia napolitaine, la Camorra.
- La Mafia tue seulement en été! (La mafia uccide solo d'estate!), série télévisée italienne de Pierfrancesco Diliberto, adaptée de son film du même nom sorti trois ans plus tôt et diffusée sur Rai 1 à partir de 2016. La série raconte la vie d'une famille de la classe moyenne à Palerme à partir de 1979, et les difficultés de leur quotidien confronté à la mafia sicilienne.

### Jeux vidéo
On retrouve également la mafia dans plusieurs jeux vidéo :
- Mafia, sorti en 2002 pour Windows, PlayStation 2, Xbox et sur GameCube a été développé par une équipe tchèque. Le joueur est placé dans la peau d’un homme qui adhère à la mafia italo-américaine des années 1930, dans une ville semblable à Chicago.
- Grand Theft Auto et ses suites, les héros des différents épisodes travaillent pour de nombreuses associations du crime organisé (mafia italo-américaine, triades chinoises, yakuzas, mafia russe, etc.).
- Le Parrain, sorti en 2006, est un jeu vidéo qui retrace l’histoire du film Le Parrain.
- Yakuza, jeu se déroulant dans un Tokyo réaliste, le héros y travaille pour les Yakuza.
- Mafia II, sorti en 2010 a été développé par la même équipe que Mafia, c'est un nouveau volet du jeu sans lien avec le premier, qui plonge le joueur dans la peau d'un mafieux, l'histoire se déroule après la Seconde Guerre mondiale.
- Pokémon Rouge et Bleu, la team rocket est une mafia, elle se livre aux mêmes genres d'activités, a un poids politique sur la région, et est dirigée par le parrain Giovanni.
- Mafia III, suite de Mafia II et dernier volet de la série.

### Manga et anime
- Reborn!, manga de type shonen, en cours depuis 2004 (2006 à octobre 2010 pour l'anime, présentement suspendu). La mafia fait partie de l'intrigue principale.
- One Piece, la mafia y est représentée par le personnage de Capone « Gang » Bege.
- La storia della Arcana Famiglia.
- 91 Days: un homme entre dans la mafia pour venger sa famille assassinée par ses hauts dirigeants
- Bona sort : un yaoi basé en grande partie sur la mafia italienne.
- Sun-Ken Rock on parle principalement de la mafia coréenne.
- Black Lagoon.
- JoJo's Bizarre Adventure : la partie V est centrée sur la mafia italienne.
- Banana fish : un animé parlant d'un jeune garçon impliqué dans la mafia dès son plus jeune âge.
- Bungou Stray dogs : la mafia japonaise y est un principal acteur
- Hunter X Hunter, la mafia y est représentée par les dix parrains, la Brigade Fantôme, aussi le clan Nostrad.
- L'Organisation des hommes en Noir : un groupe criminel de grande influence, principal antagoniste dans le manga et anime Détective Conan.

### Light Novel
- Baccano!, light novel de type shonen, écrit par Ryohgo Narita, en cours depuis le 10 février 2003. Un grand nombre de mafias font partie du centre de l'intrigue, comme la Camorra ou la famille Gandor, une famille mafieuse dirigée par les trois frères Gandor.
- Durarara!!, light novel de type shonen, écrit par Ryohgo Narita. La première série de «Durarara!!» a commencé le 10 avril 2004 et se termine le 11 janvier 2014. La suite de Durarara!!, nommée «Durarara!!SH», a débuté le 10 avril 2014, 10 ans après le début de Durarara!!. Dans ces deux séries, on peut noter l'apparition récurrente de yakuzas et diverses mafias.

#### Histoire de la mafia
- Philippe Di Folco, Dictionnaire des mafias et du crime organisé, Paris, Perrin, 2020, 700 p. (ISBN 978-2262041151)
- John Dickie, Cosa Nostra : histoire de la mafia sicilienne de 1860 à nos jours, Buchet-Chastel, 2007
- Amedeo Feniello, Naples, 1343. Aux origines médiévales d'un système criminel, Seuil, 2019, 288 p.
- Eric Frattini, Cosa Nostra : un siècle d’histoire, Flammarion, 2003
- Salvatore Lupo, Histoire de la mafia des origines à nos jours, Flammarion, 2001
- Marie-Anne Matard-Bonucci, Histoire de la Mafia, Complexe, 1994
- Jacques de Saint Victor, Mafias : l'industrie de la peur, Monaco/Paris, Rocher (collection Un Nouveau Regard), 2008, 419 p. (ISBN 978-2-268-06410-9)
- Jacques de Saint Victor, Un pouvoir invisible : les mafias et la société démocratique (XIXe et XXIe siècles), Paris, Gallimard (collection L'esprit de la cité), 2012, 424 p. (ISBN 978-2-07-012322-3)
- (it) Saverio Lodato, Quarant'anni di mafia, Rizzoli, 2012

#### Autres
- (it) Pino Arlacchi, La Mafia Imprenditrice (langue : italien), L’éthique mafieuse et l’esprit de capitalisme, il Mulino/Contemporanea 2,1983
- Clotilde Champeyrache, Sociétés du crime : un tour du monde des mafias, CNRS éditions, 2007, 427 pages.
- Clotilde Champeyrache, Géopolitique des mafias : entre expansion économique et conquête territoriale, Le Cavalier bleu éditions, 2022, 187 p. (lire en ligne)
- Thierry Colombié, French Connection, les entreprises criminelles en France, Paris, Non Lieu/OGC Éditions (2012). Essai socio-économique sur les stratégies des groupes criminels français ayant investi le trafic d'héroïne (White Horse) de 1935 à 1985.
- Philippe Di Folco, Dictionnaire des mafias et des organisations criminelles, Perrin, 2021.
- Jean-François Gayraud, Le monde des mafias : géopolitique du crime organisé, Odile Jacob, septembre 2005
- Clare Longrigg, Bernardo Provenzano, le Parrain des parrains, Buchet-Chastel, 2006, 2010
- Fabrizio Maccaglia et M.A. Matard-Bonucci, Atlas des mafias : acteurs, trafic et marchés de la criminalité organisée, Cartographie Alexandre Nicolas, Autrement, 2009
- Marcelle Padovani, Les dernières années de la Mafia, Gallimard, 1987
- Antonio Nicaso et Lee Lamothe, Les liens du sang, Montréal, QC, Éditions de l'Homme, 2003. Concerne la famille Caruana-Cuntrera et la mafia au Canada.
- William Reymond, Mafia S.A. : les secrets du crime organisé, Flammarion, 2001
- Saverio Lodato et Roberto Scarpinato, Le Retour du prince, La Contre-allée, 2012, traduit par Deborah Puccio-Den